# Patricio Silva Echenique
Patricio Silva Echenique (18 de septiembre de 1934-27 de diciembre de 1997) fue un ingeniero comercial, diplomático y político chileno, primer embajador de su país en los Estados Unidos tras el fin de la dictadura militar que lideró Augusto Pinochet.
De profesión ingeniero comercial, prestó servicios durante la administración del presidente Eduardo Frei Montalva (1964-1970) como subsecretario de Relaciones Exteriores. Fue el primer director que tuvo el diario La Prensa de Santiago en 1970.
Fue miembro del comando de la campaña presidencial del candidato de la Concertación, Patricio Aylwin, y en el año 1990 fue nombrado por este embajador de Chile en los Estados Unidos, cargo que desempeñó hasta mediados de 1994, ya en la administración de Eduardo Frei Ruiz-Tagle.